# Massimo Di Cataldo
 (novembre 2017).
Si vous disposez d'ouvrages ou d'articles de référence ou si vous connaissez des sites web de qualité traitant du thème abordé ici, merci de compléter l'article en donnant les références utiles à sa vérifiabilité et en les liant à la section « Notes et références ».
Massimo Di Cataldo, né à Rome le 25 avril 1968, est un chanteur et acteur italien.

## Discographie

### Album
- 1995 - Siamo nati liberi
- 1996 - Anime
- 1997 - Crescendo
- 1999 - Dieci
- 2002 - Veramente
- 2005 - Sulla mia strada
- 2009 - Macchissenefrega

### Singles
- 1994 - Soli
- 1995 - Che sarà di me
- 1995 - Liberi come il sole
- 1995 - Una ragione di più (duet avec Eros Ramazzotti)
- 1995 - Fine corsa (duet avec Renato Zero)
- 1995 - Se tu non ci fossi (featuring Manù) - colonna sonora del cartoon Pocahontas
- 1996 - Se adesso te ne vai
- 1996 - Con il cuore
- 1996 - Anime (Rou) (featuring Youssou N'Dour)
- 1997 - Camminando
- 1997 - Cosa rimane di noi
- 1998 - Senza di te
- 1998 - Sole
- 1999 - Come sei bella
- 1999 - Non ci perderemo mai
- 1999 - Solo se ci sei tu
- 2001 - Il mio tempo
- 2002 - Come il mare
- 2002 - Le tue parole
- 2003 - Veramente
- 2005 - Scusa se ti chiamo amore
- 2005 - Il nostro caro angelo
- 2005 - Caterina
- 2006 - Fragile
- 2006 - Più grande del cielo
- 2008 - Tre metri sotto terra
- 2009 - Gente perbene
- 2009 - Schegge di luce
- 2010 - Universo
- 2012 - La fine del mondo
- 2013 - Se io fossi un angelo
- 2015 - Un'emozione fantastica
- 2017 - Prendimi l'anima